# Le Triomphe de la mort (Nussbaum)
 (juillet 2015).
Si vous disposez d'ouvrages ou d'articles de référence ou si vous connaissez des sites web de qualité traitant du thème abordé ici, merci de compléter l'article en donnant les références utiles à sa vérifiabilité et en les liant à la section « Notes et références ».
Pour les articles homonymes, voir Triomphe de la Mort.
Le Triomphe de la mort (Triumph des Todes) est une peinture de Felix Nussbaum réalisée en 1944 et conservée dans la ville natale de l'auteur, Osnabrück.

## Histoire
Ce tableau, la dernière œuvre de Felix Nussbaum, a été peinte à Bruxelles le 18 avril 1944, c'est-à-dire deux mois avant son arrestation puis sa déportation vers un camp de concentration nazi en Pologne. Dans cet ultime tableau, qui rappelle une danse macabre médiévale, l'auteur exprime son attente d'une mort inévitable en peignant une scène de fin des temps. Nussbaum se sait déjà condamné : ce désespoir se reflète dans le paysage apocalyptique du tableau.
Cette œuvre se rattache au courant de la Nouvelle Objectivité et à l'art allemand de l'entre-deux-guerres qui exprime l'obsession des horreurs de la Première Guerre mondiale et l'angoisse face à la montée du nazisme.
On peut voir en arrière-plan une terre détruite par la guerre et ses bombardements successifs. Au premier plan, des débris jonchent le sol, symboles de la destruction de la justice, des arts et de la vie des civils. Les squelettes qui envahissent le tableau sont des personnages décharnés, faisant penser aux Juifs dans les camps de concentration. Ces allégories/prosopopées de la Mort jouent de la musique, comme pour annoncer le Jugement dernier.

## Postérité
Le tableau est référencé dans le dernier tome de la série de bande-dessinée Spirou ou l'espoir malgré tout d'Émile Bravo. Spirou y étant un proche ami de Felix Nussbaum et s'étant procuré la toile pour son ami en lui disant de peindre dessus « quelque chose qui donne de l'espoir ». Spirou retrouve la toile complétée dans la cachette de Felix, vide de ses occupants.